# 杉山直樹 (野球)
杉山 直樹（すぎやま なおき、 1969年9月3日 - ）は、静岡県沼津市出身の元プロ野球選手（捕手）。
1994年から2000年までの登録名は「杉山 直輝」。

## 来歴・人物

### 巨人時代
沼津学園高校では4番で主将を務め、盗塁阻止率は8割を記録した。1987年のドラフト会議で読売ジャイアンツから6位で指名され、1988年に入団。3年目の1990年終盤に初めて一軍に昇格したものの、二軍（イースタン・リーグ）生活が長く続いた。
1995年には大久保博元、吉原孝介の不調もあり、村田真一に次ぐ2番手の捕手として一軍に定着。この頃、13歳年上の女性と結婚して話題となった。1996年には最多の66試合に出場した。特に1995年はルーキー河原純一、1996年は新外国人バルビーノ・ガルベスの専属捕手として、勝利に貢献した。
1998年には開幕スタメンマスクを勝ち取ったものの、同年以降は柳沢裕一や村田善則や小田幸平といった若手の捕手が台頭し、徐々に出場機会が減少していったが、出場した試合には必ず結果を残し、2000年には読売ジャイアンツがリーグ優勝を決めた試合で先発マスクを被るなど、長嶋茂雄監督など首脳陣からの評価も高かった。
2000年10月25日、日本シリーズに備えて宮崎で行ったミニキャンプ中、宮崎市内のスナックで同席した女性の胸を触ったほか、近くの路上で無理やりキスをし、「いい加減にして」などと言われたことに腹を立てて、履いていた靴で女性の頭を3回殴り5日間のけがをさせたとして強制わいせつ致傷の疑いで逮捕された。プロ野球の現役選手が逮捕された事例は、1991年に横浜大洋ホエールズの所属選手だった中山裕章（2000年当時は中日ドラゴンズ所属）が強制わいせつ・公然わいせつ容疑で逮捕された事件以来だった。その後、被害者女性とは示談が成立し、社会的制裁を受けていることもあって起訴猶予となった。
逮捕に際しては、日本テレビ『NNNきょうの出来事』、『読売新聞』や『朝日新聞』は、元プロ野球選手、元巨人として報道した。これは、「プロ野球選手のまま逮捕されるのは嫌だ」という杉山の意向もあって、逮捕当日の午前中に退団願が提出され、それを受けて球団が退団願を受理・解雇処分にしたという経緯からである（当日の球団記者会見で明らかになった）。しかし、コミッショナー事務局から自由契約選手として公示されたのは逮捕翌日の10月26日であったため、野球協約上では逮捕された時点では現役であり、『毎日新聞』や『日本経済新聞』、『産経新聞』は「元」をつけず、現役選手として報道した。この点について山室寛之球団代表は、社会的な責任を考慮して協約を離れたところで解雇したと釈明している。同日、渡邉恒雄オーナーは山室代表に1年間10％の減俸を、長嶋茂雄監督にも戒告の処分を下した。
なお、球団が任意引退の手続きを経た上で自由契約選手として公示したため、野球協約77条1項により、翌年1月末まで任意引退の扱いとなり、2月1日から自由契約選手となった。

### 台湾時代
巨人退団後は、プロ野球チームへの現役復帰を目標に2001年の11月に行われた合同トライアウトへ積極的に参加していたが、日本球界復帰を断念し、2002年7月に台湾プロ野球の強豪チームである中信ホエールズに入団するも同年限りで退団し、その後引退した。

### 引退後
現在は東京都内で野球塾を経営。また、プロ野球マスターズリーグの「名古屋80D'sers」に在籍した。
2021年9月3日放送の『千鳥の芸人C-1グランプリ』の企画『元野球部芸人ホームランダービー』に打撃投手として出演。千鳥の大悟、ココリコの遠藤章造、とにかく明るい安村、ティモンディの前田裕太・高岸宏行に対して投球。
2022年9月20日放送の『テレビ千鳥2時間SP』の企画『元野球部芸能人ホームラン競争!!』に再び打撃投手として出演。千鳥の大悟、ティモンディの前田裕太・高岸宏行、三代目 J SOUL BROTHERS from EXILE TRIBEのELLYに対して投球。

## 詳細情報

### 年度別打撃成績
| 年 度     | 球 団     | 試 合 | 打 席 | 打 数 | 得 点 | 安 打 | 二 塁 打 | 三 塁 打 | 本 塁 打 | 塁 打 | 打 点 | 盗 塁 | 盗 塁 死 | 犠 打 | 犠 飛 | 四 球 | 敬 遠 | 死 球 | 三 振 | 併 殺 打 | 打 率 | 出 塁 率 | 長 打 率 | O P S |
| --------- | --------- | ----- | ----- | ----- | ----- | ----- | -------- | -------- | -------- | ----- | ----- | ----- | -------- | ----- | ----- | ----- | ----- | ----- | ----- | -------- | ----- | -------- | -------- | ----- |
| 1990      | 巨人      | 2     | 2     | 2     | 0     | 0     | 0        | 0        | 0        | 0     | 0     | 0     | 0        | 0     | 0     | 0     | 0     | 0     | 2     | 0        | .000  | .000     | .000     | .000  |
| 1991      | 巨人      | 1     | 1     | 1     | 0     | 0     | 0        | 0        | 0        | 0     | 0     | 0     | 0        | 0     | 0     | 0     | 0     | 0     | 0     | 0        | .000  | .000     | .000     | .000  |
| 1993      | 巨人      | 12    | 13    | 13    | 0     | 1     | 0        | 0        | 0        | 1     | 0     | 0     | 0        | 0     | 0     | 0     | 0     | 0     | 4     | 0        | .077  | .077     | .077     | .154  |
| 1994      | 巨人      | 3     | 0     | 0     | 0     | 0     | 0        | 0        | 0        | 0     | 0     | 0     | 0        | 0     | 0     | 0     | 0     | 0     | 0     | 0        | .000  | .000     | .000     | .000  |
| 1995      | 巨人      | 30    | 74    | 64    | 3     | 19    | 0        | 0        | 0        | 19    | 1     | 0     | 0        | 3     | 0     | 6     | 3     | 1     | 15    | 1        | .297  | .366     | .297     | .663  |
| 1996      | 巨人      | 66    | 157   | 147   | 15    | 37    | 5        | 0        | 3        | 51    | 12    | 0     | 0        | 1     | 1     | 4     | 0     | 4     | 41    | 3        | .252  | .288     | .347     | .635  |
| 1997      | 巨人      | 54    | 101   | 84    | 7     | 20    | 5        | 0        | 4        | 37    | 11    | 0     | 0        | 3     | 1     | 11    | 1     | 2     | 23    | 4        | .238  | .337     | .440     | .777  |
| 1998      | 巨人      | 37    | 93    | 84    | 4     | 12    | 0        | 0        | 2        | 18    | 8     | 0     | 0        | 1     | 1     | 7     | 2     | 0     | 26    | 3        | .143  | .207     | .214     | .421  |
| 1999      | 巨人      | 29    | 85    | 76    | 4     | 14    | 0        | 0        | 2        | 20    | 9     | 0     | 0        | 1     | 0     | 7     | 1     | 1     | 18    | 1        | .184  | .262     | .263     | .525  |
| 2000      | 巨人      | 38    | 60    | 52    | 2     | 7     | 0        | 0        | 1        | 10    | 7     | 0     | 0        | 1     | 2     | 5     | 1     | 0     | 12    | 1        | .135  | .203     | .192     | .395  |
| 2002      | 中信      | 14    | 49    | 42    | 6     | 13    | 2        | 0        | 1        | 18    | 6     | 0     | 0        | 1     | 1     | 3     | 1     | 1     | 4     | 2        | .310  | .375     | .429     | .804  |
| NPB：10年 | NPB：10年 | 272   | 586   | 523   | 35    | 110   | 10       | 0        | 12       | 156   | 48    | 0     | 0        | 10    | 5     | 40    | 8     | 8     | 141   | 13       | .210  | .274     | .298     | .572  |
| CPBL：1年 | CPBL：1年 | 14    | 49    | 42    | 6     | 13    | 2        | 0        | 1        | 18    | 6     | 0     | 0        | 1     | 1     | 3     | 1     | 1     | 4     | 2        | .310  | .375     | .429     | .804  |

### 年度別守備成績
| 年度 | 試合 | 企図数 | 許盗塁 | 盗塁刺 | 阻止率 |
| ---- | ---- | ------ | ------ | ------ | ------ |
| 1990 | 2    | 0      | 0      | 0      | -      |
| 1991 | 1    | 0      | 0      | 0      | -      |
| 1993 | 12   | 6      | 3      | 3      | .500   |
| 1994 | 3    | 1      | 1      | 0      | .000   |
| 1995 | 30   | 17     | 14     | 3      | .176   |
| 1996 | 64   | 29     | 18     | 11     | .379   |
| 1997 | 50   | 22     | 18     | 4      | .222   |
| 1998 | 36   | 20     | 15     | 5      | .250   |
| 1999 | 28   | 23     | 20     | 3      | .130   |
| 2000 | 37   | 15     | 10     | 5      | .333   |
| 通算 | 263  | 133    | 99     | 34     | .256   |

### 表彰
- ジュニア日本選手権MVP：1回（1992年）

### 記録
- 初出場：1990年9月22日、対広島東洋カープ24回戦（東京ドーム）、8回表に村田真一に代わり捕手として出場
- 初安打：1993年8月28日、対広島東洋カープ17回戦（東京ドーム）、8回裏に望月秀通から
- 初先発出場：1993年10月3日、対広島東洋カープ24回戦（東京ドーム）、8番・捕手として先発出場
- 初打点：1995年8月4日、対横浜ベイスターズ18回戦（横浜スタジアム）、4回表に斎藤隆から
- 初本塁打：1996年4月13日、対横浜ベイスターズ2回戦（横浜スタジアム）、5回表に斎藤隆から2ラン

### 背番号
- 71 （1988年）
- 89 （1989年 - 1990年）
- 56 （1991年 - 1995年）
- 22 （1996年 - 2000年、2002年）

### 登録名
- 杉山 直樹 （すぎやま なおき、1988年 - 1993年、2002年）
- 杉山 直輝 （すぎやま なおき、1994年 - 2000年）